# Marvelous Nakamba
Marvelous Nakamba (19 de gener de 1994) és un futbolista professional zimbabués que juga com a centrecampista pel Luton Town FC anglès i per l'equip nacional zimbabuès.